# Aname kirrama
Aname kirrama là một loài nhện trong họ Nemesiidae.
Aname kirrama được miêu tả năm 1984 bởi Raven.